# Sporormiella schadospora
Sporormiella schadospora är en svampart som beskrevs av S.I. Ahmed & Cain 1972. Sporormiella schadospora ingår i släktet Sporormiella och familjen Sporormiaceae.   Inga underarter finns listade i Catalogue of Life.